# Makkabi Czernowitz
Makkabi Czernowitz (rumän. Macabi Cernăuți, ukr. Маккабі Чернівці) war ein jüdischer Fußballverein aus Czernowitz in jener Zeit, als die bukowinische Hauptstadt zunächst zu Österreich-Ungarn und dann zu Rumänien gehörte.

## Geschichte
Makkabi wurde 1909 als Wanderbund Blau-Weiß Czernowitz gegründet. Im Mai 1910 wurde der Verein in Sportklub Hakoah Czernowitz und 1914 in Sport- und Turnverein Makkabi Czernowitz umbenannt. Am 25. Februar 1932 schloss sich die Fußballabteilung von Hakoah Czernowitz dem Verein an. Der Einmarsch der sowjetischen Truppen in Czernowitz im Juni 1940 führte im selben Jahr zu der Auflösung von Makkabi.
Im Mai 2021 wird Makkabi Czernowitz zum ersten Mal nach 1940 wieder an einem Turnier teilnehmen. Die U-11 Juniorenmannschaft spielte am 29. Mai 2021 um den Gorelikov Cup 2021 in Czernowitz, welcher auch an die 100-jährige Meisterschaft von Makkabi im Jahr 1920 erinnert.

## Vereinsbilanz
| Saison  | Platzierung |
| ------- | --- |
|         | |
| 1919    | Inoffizieller Vizemeister der Bukowina |
| 1920    | Meister der ersten Bukowinaer Meisterschaft |
| 1921    | 3. Platz in der Czernowitzer Meisterschaft |
| 1922    | 4. Platz in der Czernowitzer Meisterschaft und Qualifikation für die neu gegründete I. Klasse der Czernowitzer Meisterschaft                        |
| 1922/23 | 2. Platz in der I. Klasse der Czernowitzer Meisterschaft                                                                                            |
| 1923/24 | 2. Platz in der I. Klasse der Czernowitzer Meisterschaft                                                                                            |
| 1924/25 | 2. Platz in der I. Klasse der Czernowitzer Meisterschaft                                                                                            |
| 1925/26 | 2. Platz in der I. Klasse der Czernowitzer Meisterschaft                                                                                            |
| 1926/27 | 1. Platz in der I. Klasse der Czernowitzer Meisterschaft und Teilnahme an der Endrunde zur rumänischen Fußballmeisterschaft 1926/27                 |
| 1927/28 | 2. Platz in der I. Klasse der Czernowitzer Meisterschaft                                                                                            |
| 1928/29 | 3. Platz in der I. Klasse der Czernowitzer Meisterschaft                                                                                            |
| 1929/30 | 3. Platz in der I. Klasse der Czernowitzer Meisterschaft                                                                                            |
| 1930/31 | 1. Platz in der I. Klasse der Czernowitzer Meisterschaft, Ostligameister und Teilnahme an der Endrunde zur rumänischen Fußballmeisterschaft 1930/31 |
| 1931/32 | 1. Platz in der I. Klasse der Czernowitzer Meisterschaft, Ostligameister und Teilnahme an der Endrunde zur rumänischen Fußballmeisterschaft 1931/32 |
| 1932/33 | 4. Platz in der I. Klasse der Czernowitzer Distriktmeisterschaft                                                                                    |
| 1933/34 | 4. Platz in der I. Klasse der Czernowitzer Distriktmeisterschaft (punkt- und torgleich mit CFR Cernăuți)                                            |
| 1934/35 | 2. Platz in der I. Klasse der Czernowitzer Distriktmeisterschaft                                                                                    |
| 1935/36 | 3. Platz in der I. Klasse der Czernowitzer Distriktmeisterschaft                                                                                    |
| 1936/37 | 5. Platz in der I. Klasse der Czernowitzer Distriktmeisterschaft und Aufstieg in die Divizia C                                                      |
| 1937/38 | 5. Platz in der Divizia C, die nach dieser Spielzeit vorübergehend aufgelöst wurde                                                                  |
| 1938/39 | 5. Platz in der I. Klasse der Czernowitzer Distriktmeisterschaft                                                                                    |
| 1939/40 | 5. Platz in der I. Klasse der Czernowitzer Meisterschaft (Zwischenstand, es liegen nicht alle Ergebnisse vor)                                       |

## Bekannte Spieler
- Isidor Gansl (einziger Spieler von Makkabi, der jemals für die rumänische Fußballnationalmannschaft auflief)

## Stadion
Bis 1913 hatte Makkabi kein eigenes Stadion. Der Verein trug seine Spiele von 1910 bis 1913 auf der Horeczaer Wiese und der Roscher Wiese aus. Von 1913 bis 1914 spielte Makkabi auf dem Platz beim Tivoli. Von Frühjahr 1919 bis 8. Juli 1922 hatte der Verein erneut kein eigenes Stadion und trug seine Heimspiele auf dem Boisko Polskie aus.
Am 9. Juli 1922 wurde der Makkabiplatz eröffnet. Seine Ausmaße betrugen 65 × 105 m. Zuschauerrekord: 12.000 Zuschauer am 3. September 1922 beim Länderspiel Rumänien – Polen 1:1 (0:1). Rekord nach Renovierung im Frühjahr 1929: 10.000 Zuschauer am 23. Juni 1929 beim Freundschaftsspiel Czernowitz-Auswahl – Hakoah Wien 0:0.